# Corpus Coranicum

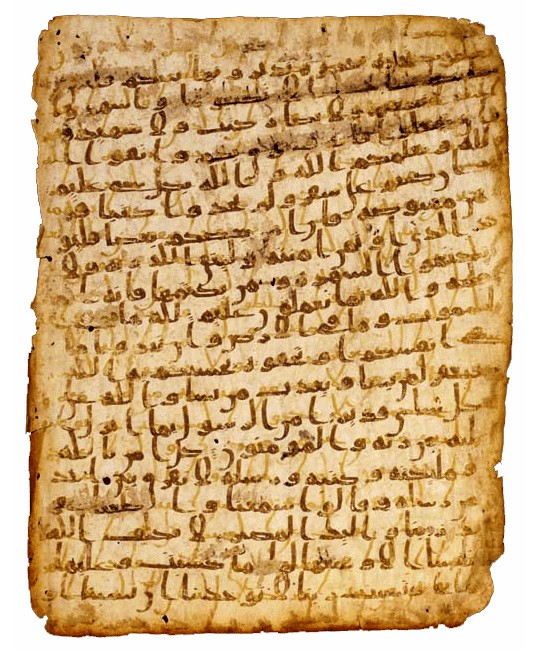
Page de Coran manuscrite du VIIe siècle.

Corpus Coranicum est un projet de recherche de l'Académie des sciences humaines de Berlin-Brandebourg visant à développer une meilleure compréhension contextuelle du Coran en Occident. Ce projet a commencé en 2007. La base de données initiale des trois premières années a été mise en place par le département d'études sémitique et arabe de l'Université libre de Berlin.

## Genèse et objectifs du projet
L'objectif du projet est de proposer le Coran dans sa forme manuscrite et sa tradition orale, ainsi qu'un commentaire exhaustif interprétant le texte dans le contexte de son développement historique. La plupart des sources du Corpus Coranicum sont des photographies d'anciens Corans manuscrits collectés avant la Seconde Guerre mondiale par Gotthelf Bergträsser et Otto Pretzl. Le 24 avril 1944, la Royal Air Force britannique bombarda à Berlin le bâtiment où ces photos étaient entreposées. Anton Spitaler, spécialiste des études arabes, affirma que la collection de photographies avait été détruite. Pourtant, à la fin de sa vie, il avoua à Angelika Neuwirth qu'il avait caché les photos pendant presque un demi-siècle. Celle-ci entreprit alors l'archivage des photographies : 12000 photographies de Corans manuscrits ou de techniques de vocalisation provenant d'Europe et d'Asie.
Le directeur de recherche du projet, Michael Marx, explique que contrairement à ce que supposaient alors certains spécialistes occidentaux, le Coran n'est pas une création ex nihilo. Au contraire, la péninsule arabique du VIIe siècle était sous l'influence des empires Byzantin et Perse, de même qu'aux courants religieux du gnosticisme et du christianisme primitif. À cela il faut ajouter les idéaux de la poésie arabe ancienne et du judaïsme rabbinique. Les innovations du Coran ne peuvent être perçues qu'à travers cet ensemble d'idées. Par ailleurs, il existe des parallèles avec des textes non coraniques, plus subtils que de simples recopiages.
Le projet Corpus Coranicum s'est fixé trois objectifs. Le premier est de distinguer les différences entre le manuscrit et la tradition orale de lecture du Coran, à l'aide de documentation en ligne des deux traditions. Le second est une base de données de textes internationaux incluant des textes pré-coraniques et judéo-chrétiens, permettant de replacer le développement du Coran dans le contexte de son environnement spatial et temporel. Ceci pourra favoriser une meilleure compréhension du texte par les chercheurs occidentaux. Le troisième objectif du projet est de créer une ressource documentaire qui ne s'attache pas seulement à des problèmes précis du texte, mais aussi à l'analyse historico-critique.
Les commentaires sont construits de façon discursive, en prenant en compte les commentaires plus anciens sur le Coran et leurs réponses.

## Relations du projet avec le monde musulman
Angelika Neuwirth indiqua que « il serait faux d'affirmer triomphalement que nous aurions trouvé la clé du Coran alors que les musulmans ne l'auraient pas trouvée pendant 14 siècles ». Au lieu de cela, en tant que réaction face aux études des photos de manuscrits coraniques ramenées de Sanaa par Gerd Puin, elle et ses collègues ont choisi une approche d'étude non conventionnelle qui inclut un dialogue régulier avec le monde islamique, et qui a pour but « de donner la même attention au Coran qu'à la Bible ».
Afin de mieux faire connaître leur projet, Michael Marx, Angelika Neuwirth et Nicolai Sinai ont pu discuter avec des érudits iraniens, arabes et turcs à Téhéran, Qom, Damas, Fez, Rabat et Istanbul. Ils ont soutenu que même si l'on considérait que le Coran est la parole littérale d'Allah, une lecture contextuelle pouvait, en tant que sujet d'enquête historique, créer un climat de recherche paisible parmi les chercheurs tant musulmans que non musulmans. La lettre des trois chercheurs n'était en aucun cas dirigée contre les fondamentalistes islamiques comme l'a prétendu un journaliste. Il s'agit plutôt d'un travail pour les Occidentaux.